# HMS Orion (85)
HMS Orion (85) là một tàu tuần dương hạng nhẹ thuộc lớp Leander đã phục vụ một cách nổi bật cùng Hải quân Hoàng gia Anh Quốc trong Chiến tranh Thế giới thứ hai. Nó đã được tặng thưởng 13 Danh dự Chiến đấu, một kỷ lục chỉ thua kém một tàu chiến và ngang bằng với hai chiếc khác. Chỉ có Jervis và Nubian, vốn cùng phục vụ với Orion tại chiến trường Địa Trung Hải, so sánh được với thành tịch này; và nó chỉ vượt qua bởi thiết giáp hạm Warspite, soái hạm của Hạm đội Địa Trung Hải, và đã từng phục vụ trong cả hai cuộc thế chiến.

## Thiết kế và chế tạo
Orion được chế tạo tại Devonport và hoàn tất tại Vickers Armstrong ở Barrow-in-Furness Xưởng tàu Portsmouth. Nó đặt lườn vào ngày 26 tháng 9 năm 1931, được hạ thủy vào ngày 24 tháng 11 năm 1932 và được đưa ra hoạt động vào ngày 18 tháng 1 năm 1934.

## Lịch sử hoạt động

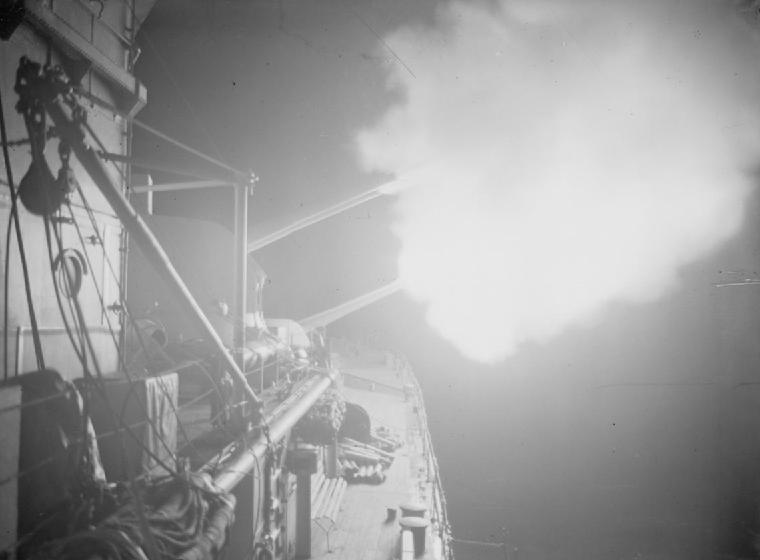
Ánh chớp từ các khẩu pháo 152 mm (6 inch) của HMS Orion nổi bật trong bóng đêm trong một đợt bắn phá ban đêm vào các vị trí đối phương trên sông Garigliano

Thoạt tiên HMS Orion phục vụ cùng Hạm đội Nhà trước khi được chuyển sang North America and West Indies Station vào năm 1937 nơi nó hoạt động trong thành phần Hải đội Tuần dương 8. Nó đã đưa di hài của Sir John Buchan, Toàn quyền Canada, quay trở về Anh vào tháng 2 năm 1940.
Vào tháng 6 năm 1940, Orion được chuyển sang Địa Trung Hải, nơi nó phục vụ cùng với Hải đội Tuần dương 7 như là soái hạm của Đô đốc John Tovey. Nó tham gia cuộc bắn phá Bardia, và có mặt trong trận Calabria vào tháng 7 năm 1940. Trong thời gian còn lại của năm 1940 nó hộ tống các đoàn tàu vận tải đi đến Malta và vận chuyển binh lính đi đến Hy Lạp. Đến đầu năm 1941 nó có mặt tại khu vực Crete và biển Aegean, và đã tham gia trận chiến mũi Matapan vào tháng 3 năm 1941. Vào ngày 29 tháng 5 năm 1941, trong khi vận chuyển khoảng 1.900 binh lính triệt thoái khỏi Crete, nó bị trúng bom và bị hư hại nặng. Có 360 người thiệt mạng, trong đó có 100 binh lính. Nó được đưa đến Simonstown, Nam Phi để sửa chữa tạm thời rồi được gửi đến Xưởng hải quân Mare Island tại Hoa Kỳ để sửa chữa lớn.
Việc sửa chữa Orion được hoàn tất vào tháng 3 năm 1942 và thoạt tiên nó quay trở lại Plymouth, nơi nó được trang bị một bộ radar mới. Vào giữa năm 1942, nó được sử dụng một cách rộng rãi tại vùng biển nhà và trong các nhiệm vụ hộ tống đoàn tàu vận tải đi đến Châu Phi và Ấn Độ Dương.
Orion quay trở lại Địa Trung Hải vào tháng 10 năm 1942, lần này là để hoạt động cùng với Hải đội Tuần dương 15. Nó tham gia các hoạt động hộ tống vận tải và hỗ trợ cho lục quân trong việc chiếm đóng Sicilia. Orion trải qua hầu hết thời gian còn lại của chiến tranh tại Địa Trung Hải, và nó cũng tham gia vào cuộc đổ bộ Normandy vào tháng 6 năm 1944, nơi nó được cho là đã nổ phát đạn pháo đầu tiên.
Orion đã có mặt trong Sự kiện eo biển Corfu. Nó ngừng hoạt động vào năm 1947, và được bán cho hãng Arnott Young tại Dalmuir, Scotland vào ngày 19 tháng 7 năm 1949 để tháo dỡ. Công việc được bắt đầu vào tháng 8 năm 1949.